# Batrachomorpha
Batracomorfi (dal greco "a forma di rana") è il nome dato agli anfibi, viventi od estinti, che non sono imparentati coi rettili. Il nome fu creato nel 1956 in riferimento ad un superordine della sottoclasse Eutetrapoda: al momento della sua creazione, l'ordine comprendeva gli stegocefali, gli anuri e molti labirintodonti. Tale classificazione, tuttavia, fu presto abbandonata e mai più seguita.
Il nome fu riscoperto ed adattato in base alle nuove nozioni di cladistica per designare tutti gli anfibi, viventi ed estinti, ed i loro antenati: il nome fu giudicato più opportuno rispetto ad Amphibia, che si riferisce semplicisticamente ai tetrapodi diversi dagli amnioti. Le relazioni certe fra i vari gruppi di tetrapodi non sono ancora state definite, quindi la validità dei batracomorfi dipende dai risultati dei prossimi studi sull'argomento.
I batracomorfi hanno come caratteristica comune il cranio appiattito e 4 o meno dita su ciascun arto. Il gruppo dei Batracomorpha è in contrapposizione al gruppo Reptiliomorpha: il primo rappresenta la linea evolutiva degli anfibi, il secondo l'evoluzione dei proto-rettili fino agli amnioti.